# 拉辛 (明尼蘇達州)
拉辛（英語：Racine，/reɪˈsiːn/ ray-SEEN）是一個位於美國明尼蘇達州毛爾縣的城市，於1890年成立。

## 人口
根據2020年美國人口普查的數據，拉辛的面積為1.73平方千米，皆為陸地。當地共有人口458人，而人口密度為每平方千米265人。